# هلال الامتياز
هلال الامتياز (بالأردوية: ہلالِ امتیاز)‏، هو ثالث أعلى وسام مدني وشرفي من الفئة الثانية ممنوح من حكومة باكستان لكل من المدنيين والضباط العسكريين من القوات المسلحة الباكستانية. وهو يُقدَّم للأفراد الذين قدموا «مساهمة جديرة بالتقدير بشكل خاص لأمن باكستان أو مصالحها الوطنية أو السلام العالمي أو المساعي الثقافية أو غيرها من المساعي العامة الهامة». وهي جائزة مدنية ولا تقتصر على مواطني باكستان.
يقتصر التكريم على الأفراد الذين قدموا مساهمات بارزة في مجالاتهم، وتُمنح في مجالات الأدب والفنون والرياضة والطب والعلوم للمدنيين. ويعلن رئيس باكستان عن الفائزين كل عام مرتين: في يوم الاستقلال (14 أغسطس)، ويوم باكستان (23 مارس) .
كذلم تُمنح لضباط الجيش الذين قدموا خدمات متميزة. أول هلال الامتياز للعسكريين في تاريخ باكستان منحها ذو الفقار علي بوتو إلى محمد ضياء الحق ذي الأربع نجوم بعد تعيين ضياء الحق قائداً للجيش عام 1976. تختار لجنة الجوائز والتكريم النيابية أسماء الأفراد وترسل تقريرهم إلى رئيس الوزراء. بناءً على توصيته، ويعلن الرئيس عن الجوائز في حفل تبثه قناة PTV. تُمنح الجائزة عادةً للأفراد، وليس للمجموعات، لأن الغرض من الجائزة هو التعرف على المساهمات الفردية.
الوسام عبارة عن قرص من الياسمين الذهبي يتوسطه خمس زوايا لنجمة من الذهب الخالص في وسطه زمرّد أخضر بهلال ذهبي.

## الحائزون على الوسام
- رحيل حيات (2021)
- قمر محبوب (2021)
- طاهر إكرام (2021)
- جمشيد عظيم هاشمي (2021)
- كيشوار نهيد (2021) [3]
- آصف محمود جاه (2021) [4]
- أسد دوراني (مدير المخابرات العامة)
- عبد الباري خان (2019) [5]
- زهير أيوب (2019) [6]
- غلام أصغر (2019) [6]
- تصور حيات (2019) [6]
- وسيم أكرم (2019) [6]
- وقار يونس (2019) [6]
- رجب أكداغ (تركيا -2019) [6]
- مايكل جانسن (ألمانيا -2019) [6]
- حسين داود (رجل الأعمال والعمل الخيري) (2018) [7]
- الأدميرال معظم إلياس (2015)
- أنور مقصود (مؤلف) (2013)
- عابدة بارفين (موسيقية) (2013) [8]
- جوش ماليهابادي (1894–1982) شاعر أردي (2013) [8]
- عبد الحفيظ كاردار (1925-1996) قائد منتخب باكستان للكريكت السابق (2013) [8]
- أنصار بورني (ناشط في مجال حقوق الإنسان) (2013) [9]
- ضياء محي الدين (ممثل ومذيع) (2013) [9]
- أزهر عباس (صحفي) (2013) [9]
- محمد إقبال شودري (كيميائي عضوي) (2007)
- افتخار عارف (شاعر وباحث وناقد أدبي) (2006) [10]
- أشفق أحمد (1925-2004) (كاتب ومذيع تلفزيوني) (2006) [10]
- مشتاق أحمد يوسفي (كاتب) (2002)
- جانشير خان (لاعب إسكواش) (1997) [11]
- عمران خان (في الرياضة) 1992
- عبد القدير خان (عالم نووي) 1989
- منير أحمد خان (عالم نووي) 1989
- اللواء مختار حسين شاه (عسكري) 1988
- اللواء محمد إكرام شيما (عسكري) 1987
- حمود الرحمن (أكاديمي) 1984
- روث بفاو 1979 [12]
- اللواء سيد علي نواب (عسكري) 1979
- الأدميرال محمد شريف (عسكري) 1979
- اللواء ضياء الحق (عسكري) 1976